# Winema
|  | Aquest article tracta sobre una intèrpret i pacificadora modoc. Si cerqueu un cràter de Venus, vegeu «Winema (cràter)». |

Toby «Winema» Riddle (1848-1920) va ser una dona modoc que va servir com a intèrpret en les negociacions entre la tribu nativa americana modoc i l'exèrcit dels Estats Units d'Amèrica durant la Guerra Modoc (també anomenada Guerra de Lava Beds). Va advertir la comissió de pau d'un possible atac modoc i va salvar la vida d'Alfred B. Meacham quan va tenir lloc l'atac de 1873.
Ella i la seva família van fer una gira amb Meacham després de la guerra, protagonitzant la seva obra de teatre Tragedy of the Lava Beds, per informar els americans sobre la guerra. Més tard, Meacham va publicar un llibre sobre Winema, que li va dedicar.
El 1891, Winema va ser una de les poques dones natives americanes que va rebre una pensió militar pel Congrés dels Estats Units, per les seves accions heroiques durant les negociacions de pau el 1873.
El seu primer nom també apareix escrit «Tobey» als registres històrics.

## Joventut i educació
El seu nom de naixement era Nannookdoowah, que significa «nena estranya», ja que va néixer amb els cabells vermells. De nena, va ser anomenada Winema, (dona cap) després de rescatar algunes companyes de joc quan van ser atrapades en unes cascades amb la seva canoa. De jove, es deia que havia muntat amb grups d'atacs d'homes per recollir cavalls dels campaments enemics. Winema era un cosina de Kintpuash (també conegut amb el nom de «Captain Jack»), el líder de la tribu modoc a l'època de la Guerra Modoc.

## Matrimoni i família
Winema es va casar amb Frank Riddle, un colon blanc que havia emigrat de Kentucky a Califòrnia durant la febre de l'or de Califòrnia. Es van establir a prop de la seva família a la zona de Lost River i van tenir un fill, Charka (el maco). També el van anomenar Jefferson C. Davis Riddle, en honor al general de l'exèrcit estatunidenc Jefferson C. Davis que va posar fi a la Guerra Modoc.

## Intèrpret
Winema Riddle va ser una dels diversos modoc que van aprendre anglès, i el seu marit Frank havia après la seva llengua. Tots dos van fer d'intèrprets abans i durant les negociacions relacionades amb la creació de la reserva índia Klamath.
Van servir de nou com a intèrprets a la comissió de pau nomenada el 1873 per resoldre la Guerra Modoc. Durant les negociacions de 1873, de vegades Winema portava missatges entre el general Edward Canby i Kintpuash; com a dona, se la considerava pacífica. Després de portar un missatge a Kintpuash per programar una conversa de pau, Winema es va assabentar d'un complot dels modoc per assassinar Canby. Ella va avisar la comissió de pau, però van continuar com estava previst amb la reunió. Canby i Thomas van ser assassinats pels modoc, i altres comissaris de pau i personal van resultar ferits. Toby Riddle era allà i va salvar Alfred B. Meacham de ser assassinat.

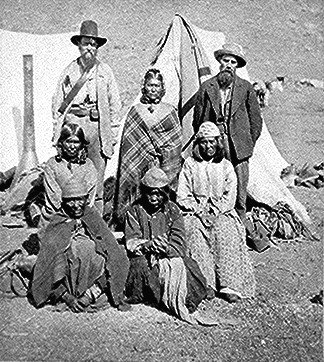
D'esquerra a dreta, dempeus: l'agent indi dels Estats Units, Winema (Toby) i el seu marit Frank Riddle; altres dones modoc al davant (1873)

Després, l'exèrcit estatunidenc, comandat pel general Jefferson C. Davis, finalment va capturar Kintpuash i altres líders modoc. Van ser jutjats i condemnats davant un tribunal militar estatunidenc, i Kintpuash i tres indis més van ser executats. 153 membres de la banda van ser traslladats com a presoners de guerra al Territori Indi, a l'actual Oklahoma. Alguns altres modoc, inclosa la família Riddle, van tornar a la reserva índa Klamath.
Meacham va continuar defensant els drets dels nadius americans. Va escriure una obra de teatre Tragedy of the Lava Beds, protagonitzada per Winema, Frank i el seu fill Jeff, i va fer una gira amb ells i representants de Klamath per tot el país durant els dos anys següents. Van arribar a Nova York abans de tornar a fer la seva llar a Oregon. Meacham va dir que Wi-ne-ma era popular entre el públic, ja que havia treballat per la pau entre els pobles. També va publicar un llibre sobre Winema el 1876 i li va dedicar:
Aquest llibre està escrit amb el propòsit declarat de fer honor a l'heroica Wi-ne-ma que, a risc de la seva vida, va intentar salvar la desafortunada comissió de pau als indis Modoc l'any 1873. La dona amb qui l'escriptor està en deute, sota Déu, per salvar-li la vida.
Meacham va escriure, el nom de...
Winema ha ocupat el seu lloc al costat de les de Sarah Winnemucca i Sacajawea als anals de principis de l'oest. L'atreviment personal d'aquestes dones índies i els papers que van exercir com a negociadores entre el seu poble i les cares pàl·lides les han elevat per sobre de les consideracions de raça fins a les files de les grans dones de tots els temps.
A causa del seu paper heroic en intentar salvar els comissaris de pau durant les converses de 1873, Meacham va demanar al Congrés que atorgués a Riddle una pensió militar. El 1891, el Congrés dels Estats Units va autoritzar una pensió militar per a Toby Riddle de 25 dòlars al mes, que va rebre fins a la seva mort el 1920. El fill de Toby i Frank, Jeff C. Riddle, va escriure el seu propi relat de la Guerra Modoc, per donar la perspectiva índia, que va publicar el 1914.
Toby va assistir a l'Exposició del Centenari a Filadèlfia el 1876 i a l'Exposició Internacional Panamà-Pacífic a San Francisco el 1915. En anys posteriors, Riddle va viure a Yainax Butte (Oregon), a la reserva índia Klamath. Molts dels descendents de Riddle van continuar vivint a la zona de la reserva índia de Klamath.

## Llegat i honors
- Winema Riddle va ser una de les poques dones natives americanes que va ser honrada pel Congrés dels EUA autoritzant-li una pensió militar pel seu heroisme.
- Diversos llocs de referència regionals reben el nom de Winema en el seu honor, inclòs el Bosc Nacional Fremont-Winema.
- El cràter de Venus Winema va ser anomenat així en el seu honor per la UAI el 1994,